# Кацалхеві
Кацалхеві (груз. კაწალხევი) — село в Грузії.
За даними перепису населення 2014 року в селі проживає 63 осіб.